# Epironastes limbatus
Epironastes limbatus är en skalbaggsart som beskrevs av Phillip B. Carne 1957. Epironastes limbatus ingår i släktet Epironastes och familjen Dynastidae. Inga underarter finns listade i Catalogue of Life.